# Подгорбунский, Кузьма Захарович
Кузьма Захарович Подгорбунский (8 ноября 1906, с. Толмачёво, Томская губерния, Российская империя — 29 октября 1988) — советский партийный и государственный деятель. Первый секретарь Северо-Казахстанского обкома КП Казахстана (1964—1965).

## Биография
В 1932 году прошел два года обучения в Омском институте колхозного строительства, в 1947 г. окончил Высшую школу партийных организаторов при ЦК ВКП(б).
- 1932—1938 гг. — заместитель заведующего районным земельным отделом, директор межрайонной колхозной школы, заместитель директора машинно-тракторной станции (Западно-Сибирский край), председатель исполнительного комитета Усть-Пристаньского районного Совета (Алтайский край),
- 1938—1940 гг. — первый секретарь Грязнухинского районного комитета ВКП(б) (Алтайский край),
- 1940—1942 гг. — первый секретарь Зонального районного комитета ВКП(б) г. Бийска,
- 1942—1943 гг. — секретарь Алтайского краевого комитета ВКП(б) по энергетике и топливной промышленности,
- 1943—1945 гг. — ответственный организатор ЦК ВКП(б),
- 1947—1949 гг. — представитель Совета по делам колхозов при СМ СССР по Челябинской области,
- 1949—1953 гг. — представитель Совета по делам колхозов при СМ СССР по Свердловской области,
- 1953—1954 гг. — начальник Свердловского областного управления сельского хозяйства,
- 1954—1955 гг. — заместитель заведующего Сельскохозяйственным отделом ЦК КП Казахстана,
- 1955 г. — второй секретарь Северо-Казахстанского областного комитета КП Казахстана,
- 1955—1963 гг. — председатель исполнительного комитета Северо-Казахстанского областного Совета,
- 1963—1964 гг. — первый секретарь Северо-Казахстанского сельского областного комитета КП Казахстана,
- 1964—1965 гг. — первый секретарь Северо-Казахстанского областного комитета КП Казахстана,
- 1965—1969 гг. — заместитель председателя Правления Казахского республиканского Союза потребительских обществ.

С 1969 года находился на пенсии.
Скончался 29 октября 1988 года в Алма-Ате, похоронен на Алматинском городском кладбище.

## Награды и звания
- Награждён орденом Трудового Красного Знамени и медалями.